# Wangenried
Wangenried là một đô thị cũ thuộc huyện Oberaargau, bang Bern, Thụy Sĩ, được sáp nhập vào Wangen an der Aare ngày 1 tháng 1 năm 2024.